# Louis Berckmans
Pour les articles homonymes, voir Berckmans.
Le baron Louis Mathieu Édouard Berckmans, né à Lierre le 19 octobre 1801 et mort aux États-Unis en 1883, est un médecin et un botaniste belge spécialisé dans l’horticulture. Il fut conseiller provincial de la province d'Anvers.

## Biographie
Né à Lierre (Belgique), dans une famille de riches propriétaires fonciers, Louis Berckmans est le fils de Jean Berckmans et de son épouse Carolina van Ravels. Son père avait fait partie du collège de notables belges consultés par le Roi Guillaume Ier sur la Loi fondamentale de 1815. Il grandit dans le domaine de sa famille et part ensuite faire des études de médecine à Paris. En 1929, sa première épouse, Marie Gaudens décède en mettant au monde leur fils, Prosper Berckmans, et en 1834 il épouse en secondes noces Marie Rubens.
Après la révolution belge, il y eut de sérieux conflits entre la famille Berckmans et certaines factions politiques radicales du pays. Louis Berckmans est membre du conseil provincial d'Anvers de 1836 à 1840 et siège au conseil communal d'Iteghem. Il quitte la Belgique en 1844 pour s'installer à Paris. En 1851, après y avoir envoyé un de ses fils, le baron décide de quitter la Belgique pour s’installer aux États-Unis avec son épouse. A Plainfield, dans le New Jersey, il fonde avec son fils Prosper un jardin expérimental où ils rassemblent plus de mille variétés de poires et font des expérimentations avec d’autres variétés d’arbres fruitiers.
En 1857, Louis Berckmans et sa famille s’installent à Augusta en Géorgie, où le baron a acquis 365 acres de terre et y fonde Fruitland Nurseries, l’un des premiers grands succès commerciaux en matière de vente d’arbres fruitiers dans le Sud des États-Unis. Fruitland Nurseries est aussi un espace d’expérimentation et un jardin botanique rassemblant un grand nombre d’arbres fruitiers et ornementaux provenant des quatre coins des États-Unis. Louis Berckmans y fait importer aussi des arbres et des plantes provenant de différents pays à travers le monde.
Les descendants du baron Berckmans exploitent Fruitland Nurseries jusqu’en 1918, époque où le Augusta National Golf Club s’installe sur une partie de ces terres.
Louis et Prosper Berckmans ont été à l’instigation de l’introduction d’un grand nombre de variétés d’arbres fruitiers et ornementaux dans les états du Sud, notamment le plaqueminier du Japon, le kumquat, le Citrus trifoliata et bien d’autres espèces. La vaste collection d’azalées et de camélias rassemblée à Fruitland Nurseries a grandement contribué à la popularité de ces variétés partout dans le Sud des États-Unis.

## Sources
- The New Georgia Encyclopedia
- Augusta National Golf Club
- Berckmans, Prosper Julius A. (1829-1910)